# リヒャルト・ベーア＝ホフマン

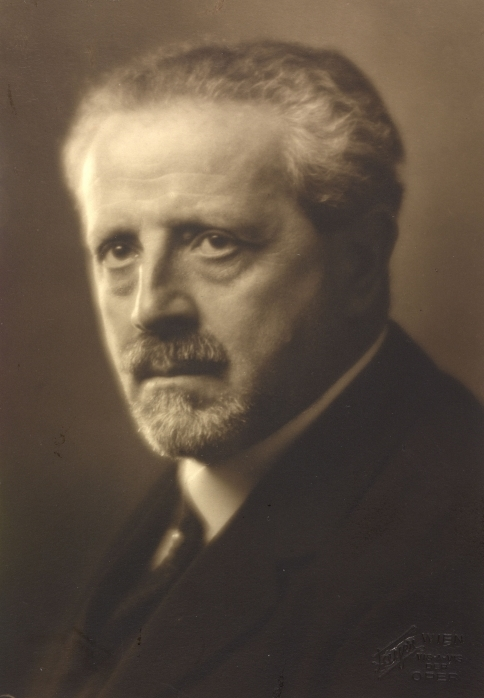
リヒャルト・ベーア＝ホフマン

リヒャルト・ベーア＝ホフマン（ベール＝ホーフマン、Richard Beer-Hofmann, 1866年7月11日 - 1945年9月26日）は、オーストリアの作家。ユダヤ系。親交のあったホーフマンスタールやヘルマン・バール、アルトゥル・シュニッツラーと並んで青年ウィーンの一員であり、ウィーン世紀末文化的な印象主義、ユーゲントシュティールを代表する存在である。
憂愁・繊細美を特徴とするといわれ、ホーフマンスタールやシュニッツラーの作風に近いといわれる。
長編小説『ゲオルクの死』（1900年）にその傾向が端的に現れているといわれ、この作品はストーリーの発展を抑え、もっぱら主人公「私」の気分・夢・回想・内省などを様式化し、装飾的な言語で語っている。
1938年にアメリカ合衆国へ亡命したのち、ニューヨークで死去した。
政治的にはシオニストの立場をとった。

## 主な作品
- 1900年 "Der Tod Georgs" (小説)
- 1919年 "Schlaflied für Mirijam" (詩集)
- 1904年 "Der Graf von Charolais" (戯曲)
- 1918年-1934年 "Die Historie vom König David" (戯曲)